# Каршинский мост
Карши́нский мост (узб. Qarshi koʻprigi), также известный как мост Ами́ра Тему́ра (узб. Amir Temur koʻprigi), мост Шейбани́дов (узб. Shayboniylar koʻprigi) и кирпи́чный мост над Кашкадарьёй (узб. Qashqadaryo ustidagi gʻishtkoʻprik) — кирпично-каменный пешеходно-велосипедный исторический мост над самой широкой и полноводной частью реки Кашкадарья, на севере города Карши (Кашкадарьинский вилаят Узбекистана), построенный в 1583 году. Один из наиболее старинных и крупнейших ныне существующих мостов подобного рода во всей Средней Азии. Мост построен в типичном персидском стиле, с элементами исламской и среднеазиатской архитектуры. Является архитектурным и историческим памятником, охраняется государством как часть архитектурного наследия страны.

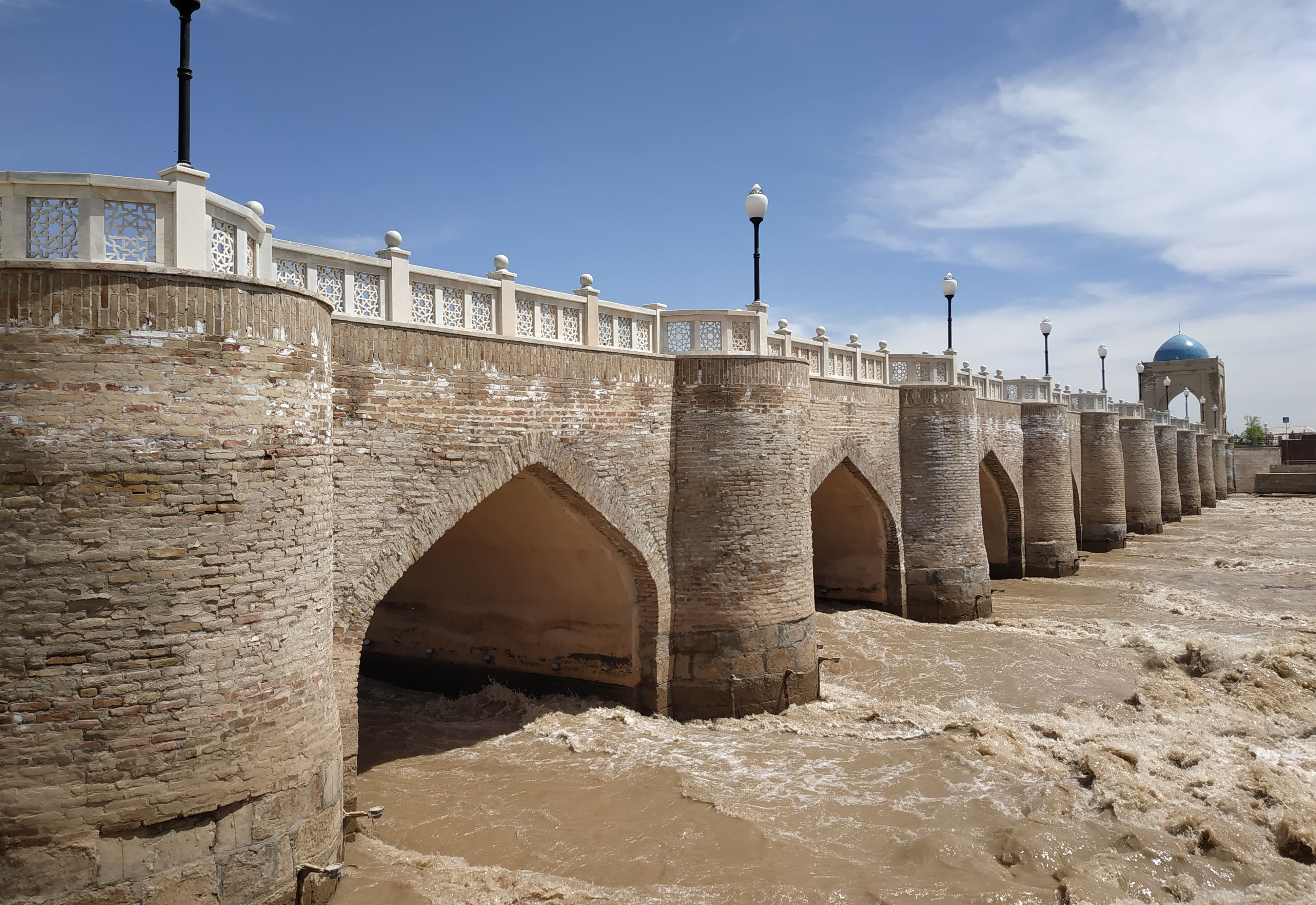
Каршинский мост в наше время

В эпоху Российской империи и СССР, мост по неизвестным причинам имел неофициальное название Никола́евский мост в честь Николая II — последнего императора Российской империи. Каршинский мост имеет схожую архитектуру и вид с известным мостом Си-о-Се Поль над рекой Зайендеруд в иранском городе Исфахане. Единственным отличием каршинского моста от исфаханского является отсутствие у первого второго этажа с арками над мостом. Мост построен почти полностью из кирпича, а также частично из камня. Также данный мост схож с такими иранскими мостами как Джуи, Шахрестан, Хаджу, Марнан, Кухне.

## История
Мост был построен в 1583 году, в тот период, когда Насаф (нынешний Карши) являлся одним из ключевых городов Государства Шейбанидов. Среди большинства распространено ошибочное мнение, согласно которому, нынешний мост был построен самим Амиром Темуром, хотя он умер в 1405 году. Некоторые историки полагают, что, возможно на месте нынешнего моста Амир Темур мог в действительности построить мост, и нынешний мост был сооружён Шейбанидами на месте моста темуридского периода, который либо был разрушен в результате стихии, либо снесён специально для строительства нового моста. В те времена мост являлся одним из крупнейших мостов, и через мост проходили не только пешеходы, но и многочисленные караваны, следующие из севера и востока на юг и запад и обратно. Карши являлся важным пунктом остановки караванов, следующих из Мавераннахра в Большой Иран, Аравию, Китай, Индостан, Европу, Русь и обратно.
Мост опирается на 12 крупных и мощных опор, которые соединенные широкими и низкими арками. Длина моста составляет 122 м, ширина — 8,2 м, а высота от дна реки до дорожного покрытия 5,3 м. Между арками по обеим сторонам опоры подкреплены мощными башнями-контрфорсами цилиндрической формы диаметром примерно четырех метров каждая. Их нижняя часть выложена из каменных плит правильной геометрической формы, а верхняя — из жженого кирпича. Необычный рельеф опор, равноудаленных друг от друга, изящные линии арок и плавный изгиб верхней поверхности моста создают выразительный архитектурный образ устойчивого и прочного сооружения. При этом старинный мост несет следы перестроек. В частности, по свидетельству историков, в 1914 году в связи с расширением русла реки по двум сторонам возведены сторожевые башни. В 1970-х годах они были снесены из-за опасности разрушения. В разные периоды мост пережил ряд реставраций и улучшений из-за интенсивного течения реки Кашкадарьи. Последняя по времени реставрация выполнена в 2016 году.
По данным венгерского путешественника и востоковеда — Германа Вамбери, в 1860-е годы в районе данного моста в Карши располагались 10 каравансараев, большой базар, чайханы, хаммамы, большие сады. Сведения о данном мосте оставили множество европейских, русских и восточных путешественников и востоковедов, побывавшие и изучавшие Карши и Мавераннахр в целом. Рядом с мостом Амиром Темуром был организован крупный сад, который сохранился до наших дней.
В обеих концах моста построены большие арки в характерном исламско-персидском стиле. Параллельно с мостом, в нескольких десятках метрах к востоку от старинного моста проходит современный автомобильный мост (часть автотрассы A380 «Бейнеу-Гузар»). В нескольких десятках метрах к востоку от старинного моста находится небольшая плотина для регулировки напора воды на реке. На обоих берегах Кашкадарьи, в районе данного моста сооружены современные набережные со старинным стилем. С двух сторон моста, на обоих берегах Кашкадарьи разбит большой парк с развлекательными зонами и аттракционами, местами отдыха, развлекательными заведениями. Район вокруг данного моста является одним из самых популярных мест отдыха и времяпровождения среди горожан и туристов. Имеются несколько обзорных точек на мост. Сам мост является пешеходным, допускаются велосипедисты. Движение автомобилей по мосту запрещено. Ночью мост освещается различными цветами и имеет фотогеничный вид. Имеется возможность прокатиться на катерах по реке. Поблизости находится небольшой речной порт. Уровень воды под мостом увеличивается или уменьшается в зависимости от времени года и регулировки плотины на реке.